# Baranauskas (cràter)
Baranauskas és un cràter d'impacte de 36 km de diàmetre de Mercuri. Porta el nom del poeta lituà Antanas Baranauskas (1835-1902), i el seu nom va ser aprovat per la Unió Astronòmica Internacional el 2015.